# ぐっぴょん
ぐっぴょんは、NTTレゾナントが運営するポータルサイト・旧キッズgooに登場するマスコットキャラクター。

## キャラクター
キッズgooアイランドに住まうナガミミ族の小学５年生で、メインヒロイン・ちょっぴのいとこ。ちょっぴ、シャモ、サクラ、ミント、パリンちゃんと並ぶマスコットキャラクターの一人。
一人称は「僕」で、口癖は語尾に「なのさ」（「のさ」の時もある）。名前の由来は、キッズgooの後ろに付いているgooを縮めた響きと、ウサギがぴょんぴょん跳ねる擬態語のぴょんと合わせたから。誕生日は7月23日、星座はしし座、血液型はB型、身長は42.195cm、体重は8.848kg。

## 外見
白色のウサギに似た体格で、キリリとしたまゆげが印象的である。
また、赤色と青色のボーダーが入ったキッパーのような帽子が彼のお気に入りでありトレードマークでもあるが、実は彼のリバーシブルアイテムであり、一目のつかない所で入れ替えている
耳は長くてよく動き、後ろから来たサッカーボールを耳でチャッチに成功したり、運動方面で活躍している。また視力は良い方である。本人は足が長いと自負している。尻尾を捕まれると力が出なくなる。　

## 性格
明るく、超が付く程の活発で研究熱心な頑張り屋。その反面、やや天然ボケ且つ鈍感でその悪い癖から災いして、ちょっぴに怒られる事も多かったり、シャモに一言物申される事が多い。また彼女には頭が来なく、彼女と初めての出会いでの冒険で彼女に叱責された時怖いと感じた時があったり、彼女に叱責された後急に素直になったりする時が多い。
勉強は苦手ではないが、夏休みの最終日に宿題を片付けたり忘れ物をしてしまう事が多い。おまぬけさんである。

## 好きな物と事
かなりの大食い漢であり、好物であるラーメンやオレンジ色の飴に寿司など、おいしい物ならいくらでも入れる程であるが、あまりの大食いぶりにちょっぴにも呆れられている。
また、テマリロボというロボットのアニメが大好きでクレヨンで絵を描いたり、テマリロボの人形（鍵穴付き）を持っていたりと、相当なお気に入りである。テマリロボのアニメの歌詞を覚えている。
テマリロボの絵（色）について、シャモと口論になったことがある。
ぐっぴょんゲームやぐっぴょんマンガでもよくつまみ食いをするのだが、夏休みということでキッズgooのメンバーに料理を作った経験がある。

## 苦手な物と事
前述の通り、ウサギに似た体格をしているにもかかわらず、人参が大の苦手である。逆にピーマン大好き。そのため、給食の時間にシャモと人参を交換したり、ちょっぴの目を盗んで月見団子をつまみ食いをしようとして誤って人参入りの団子を食べてしまったりと、彼の人参の苦手さは度を超えたものであるが、ピコピコハンマーで自ら人参と闘うエピソードがあった。
また、彼の祖父であるおじいちゃんの雷も苦手だが、彼の憧れの存在でもある。

## 人間関係
ちょっぴ
前述の通り、彼のいとこであるが、彼の鈍感さと大食いぶりの所為でいつも彼女に叱責されることが多いが基本的には友達と付く程の仲は良好である。
シャモ
ライバルにして喧嘩友達。ちょっぴに叱責されたぐっぴょんを見て一言物申すのだが、やはり彼女に叱責されることもしばしば。
パリンちゃん
ガラスで出来た花瓶に似たペット。
おじいちゃん
祖父。彼の憧れの存在でもあるが、彼が調子に乗り過ぎると雷を飛ばすことも多い（彼の苦手な物にあたる）。
ミント
弟分。
サクラ
ミントの双子の姉。
レイコ
ぐっぴょんの当初のガールフレンド。ちょっぴのレギュラー化に伴い登場しなくなっている。
父
母
ちょっぴの父
叔父。
ちょっぴの母
叔母。
ただし、ぐっぴょんには両親がいるが、母親は文字、あるいは影のみで登場している。